# Paracles tenuis
Paracles tenuis är en fjärilsart som beskrevs av Berg 1877. Paracles tenuis ingår i släktet Paracles och familjen björnspinnare. Inga underarter finns listade i Catalogue of Life.